# Флаг Первомайского района (Тамбовская область)
Флаг муниципального образования Первомайский район Тамбовской области Российской Федерации — опознавательно-правовой знак, служащий официальным символом муниципального образования.
Утверждён 17 сентября 2004 года и внесён в Государственный геральдический регистр Российской Федерации с присвоением регистрационного номера 1746.

## Описание
Представляет собой прямоугольное красное полотнище с отношением ширины к длине 2:3, с жёлтой полосой в ⅓ ширины полотнища вдоль нижнего края, несущей три зелёных остроконечных трилистника; в центре красного поля — жёлтый колокол, обрамлённый белым платом.

## Обоснование символики
Разработан на основе герба.
Посёлок Первомайский впервые упоминается как постоялый двор на Астраханском тракте. Здесь путники могли отдохнуть сами и дать отдых своим коням, в напоминание об этом на флаге изображён ямщицкий колокольчик.
Белый (серебряный) плат (покров) говорит о том, что в 1888 году была построена церковь Покрова Богородицы, в связи с чем деревня приобрела статус села.
Красный цвет полотнища аллегорически указывает на современное название посёлка и района — Первомайский. В геральдике красный цвет — символ, труда, мужества, красоты.
Зелёные трилистники на жёлтой полосе символизируют сельскохозяйственную направленность района. Зелёный цвет в геральдике — символ природы, весны, роста.
Жёлтый цвет (золото) символизирует плодородие, урожай, богатство.
Белый цвет (серебро) символизирует совершенство, чистоту, искренность, взаимопонимание.

## См. также

Флаги муниципальных образований Первомайского района
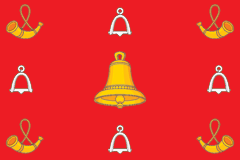
Первомайский поссовет